# Erching
Erching – miejscowość i gmina we Francji, w regionie Grand Est, w departamencie Mozela.
Według danych na rok 1990 gminę zamieszkiwało 425 osób, a gęstość zaludnienia wynosiła 63 osób/km² (wśród 2335 gmin Lotaryngii Erching plasuje się na 644. miejscu pod względem liczby ludności, natomiast pod względem powierzchni na miejscu 854.).